# 山田佳臣
山田 佳臣（やまだ よしおみ、1949年1月7日 - ）は、日本の経営者。東海旅客鉄道（JR東海）社長・会長を歴任。

## 来歴など
東京都出身。東京都立西高等学校を経て、東京大学法学部卒業。
- 1971年4月、日本国有鉄道入社
- 1983年8月、同 職員局職員課補佐
- 1987年4月、国鉄民営化に伴い東海旅客鉄道入社、総務部勤労課長
- 1988年4月、同 人事部人事課長 兼 人事部勤労課長
- 1989年3月、同 総合企画部東京企画部長
- 1992年6月、同 秘書室副室長
- 1994年6月、同 人事部長
- 1996年6月、同 取締役 人事部長
- 1998年6月、同 取締役 総合企画本部長
- 1999年6月、同 常務取締役 総合企画本部長
- 2002年6月、同 専務取締役 事業推進本部長
- 2004年6月、同 代表取締役副社長
- 2010年4月、同 代表取締役社長
- 2014年4月、同 代表取締役会長
- 2018年4月、同 取締役相談役
- 2020年6月、同 相談役

## 主な発言
2010年7月26日、名古屋市で開催されたリニア中央新幹線の建設促進を求める集会において、中国・上海市のリニアモーターカー「上海トランスラピッド」を指し「あちらが小学生のおもちゃなら、わたくしどものリニアはiPadみたいなものだ」と揶揄する発言を行った。